# La Trinca

La Trinca 1979 im Theater von Barcelona

La Trinca war eine katalanische Musik- und Comedygruppe, die 1968 von  Toni Cruz, Josep Maria Mainat und Miquel Àngel Pasqual in Canet de Mar gegründet wurde. Die Gruppe war in den 1970er und frühen 1980er Jahren eines der gefragtesten Ensembles in den katalanischen Ländern.

## Geschichte
Die Gruppe sang zunächst ausschließlich in katalanischer Sprache und stand von ihrem Ansatz her in der Tradition der Nova Cançó Catalana. Sie trieb humoristisch und satirisch, in einer offenen, klaren Sprache mit mutigen Inszenierungen Gesellschafts- und Politikkritik. Diese überaus offene Ansprache von sozialen und politischen Missständen unterschied La Trinca von anderen Liedermachern der Nova Cançó Catalana. Dieser Zug kam beim Publikum sehr gut an, brachte aber der Gruppe von Seiten der politischen Rechten regelrechte Feindschaft ein. Die Gruppe betätigte sich in den frühen 1970er Jahren als Promotor von Liederfestivals wie dem von Canet de Mar. Auftritte in Spanien mit Liedern in spanischer Sprache in den frühen 1980er Jahren wurden in Katalonien kritisch aufgenommen. Ab Mitte der 1980er Jahre wandten sich alle Gruppenmitglieder Aktivitäten im Bereich des Fernsehen zu wie beispielsweise Varieté-Programmen im katalanischen TV3. La Trinca wurde 1989 aufgelöst. Toni Cruz und Josep Maria Mainat gründeten die Fernsehproduktionsfirma Gestmusic, die 2011 an den niederländischen Fernsehproduzenten Endemol verkauft wurde. 2012 gründete Toni Cruz und Josep Maria Mainat die Firma Reset TV, die sich der Erstellung von internationalen Fernsehformaten zuwandte.
Große Erfolge von La Trinca waren die LPs Festa Major (1970), Opus 10 (1976) und vor allem Nou de Trinca (1981). Letztere Einspielung enthielt Stücke wie La dansa del sabre („Der Schwerttanz“) oder El baion de l'OTAN („Das Bajonett der NATO“), die den Putsch vom 23. Februar 1981 oder die NATO ironisierten. Der LP-Titel Nou de Trinca bedeutet nicht nur „Neues von La Trinca“. Der Ausdruck ist ein idiomatischer Ausdruck der katalanischen Sprache mit der Bedeutung „nagelneu“ und deutet generell auf den sprachspielerischen Charakter dieser gesamten Einspielung hin. La Trinca interpretierte auch Lieder und Texte anderer Künstler wie Jaume Picas, Maria Aurèlia Capmany, Terenci Moix, Jaume Vidal oder Joan Teixidor.